# Anastassia Lauterbach
Anastassia Lauterbach (* 21. Juni 1972 in der Sowjetunion) ist eine deutsch-russische Unternehmerin.
Lauterbach hatte Aufsichtsratsmandate bei Dun & Bradstreet, Censhare und Cogitanda. Sie war von 2018 bis zur Insolvenz im Juni 2020 Aufsichtsratsmitglied von Wirecard. Nach der Insolvenz von Wirecard gab es Kritik an Zusammensetzung und Wirken des Aufsichtsrats als Kontrollgremium. Ein Kritikpunkt war, dass der Aufsichtsrat, dem Lauterbach angehörte, zu unerfahren und zu klein gewesen sei. Weitere Kritik bezog sich darauf, dass die Aufsichtsratsmitglieder entweder ungeeignet für ihre Tätigkeit gewesen seien oder von den Manipulationen gewusst hätten. Der Vorwurf der Pflichtverletzung ist Gegenstand einer Haftungsklage des Insolvenzverwalters gegenüber Vorständen und Aufsichtsratskollegen von Lauterbach.
Das weitere u. a. von ihr beaufsichtigte Unternehmen Cogitanda meldete 2024 Insolvenz an. Sie ist eines der neun Gründungsmitglieder des Next Generation Boards Advisory Council des NASDAQ und ist Mitglied von Women Corporate Directors (WCD) und North American Corporate Directors Associations (NACD).

## Leben und Karriere
Lauterbachs Eltern arbeiteten in Russland als Lehrer. Mit 19 Jahren kam sie nach Deutschland, weil sie in Russland keine Perspektiven für sich sah. Sie studierte Linguistik, Slawistik und Psychologie an der Staatlichen Universität Lomonossow in Moskau und an der Friedrich-Wilhelm-Universität Bonn, wo sie 1997 promovierte. Danach war Lauterbach in unterschiedlichen Management-Positionen bei Münchener Rück, McKinsey & Company, Daimler Chrysler Financial Services, T-Mobile International und bei Qualcomm tätig. Zwischenzeitlich (2011–13) war sie Bereichsvorstand für Technologie und Innovation bei der Deutschen Telekom.
2013 gründete sie die Lauterbach Consulting and Venturing GmbH (1AU-Venture), die in amerikanische Technologie-Startups investiert.
Sie ist Faculty Member und Gastdozentin in Silicon Castle Salzburg, Dozentin am MCI, an der WU Executive Academy der Wirtschaftsuniversität Wien tätig sowie Rednerin auf internationalen Konferenzen.

## Publizistische Tätigkeit
Seit vielen Jahren ist Lauterbach publizistisch tätig. Sie ist Co-Autorin mehrerer Fachbücher und veröffentlichte zahlreiche Fachbeiträge im englischsprachigen Raum.
Auch in deutschen Wirtschaftsmedien ist sie regelmäßig Gastautorin, etwa im Handelsblatt oder in der Wirtschaftswoche.
Mehrfach wurde in deutschsprachigen Medien über Lauterbach berichtet, etwa 2011 in Emma, im Manager-Magazin, 2015 im Spiegel oder 2019 im Handelsblatt.

## Engagement
Lauterbach ist Hobbypianistin und gründete 2013 Startups Meet Arts, ein jährliches Zusammentreffen von internationalen Vertretern aus bildender Kunst, Musik, Wirtschaft und Politik.

## Veröffentlichungen
- Trojanische Verhältnisse. In: Tobias Loitsch (Hrsg.): China im Blickpunkt des 21. Jahrhunderts, Springer Gabler, 2019, ISBN 978-3-662-59670-8, doi:10.1007/978-3-662-59671-5_1
- Introduction to artificial intelligence and machine learning, In: Ted Claypoole, American Bar Association. Section of Business Law (Hrsg.): The law of artificial intelligence and smart machines : understanding A.I. and the legal impact, American Bar Association, 2019, ISBN 978-1-64105-413-3
- Artificial intelligence and policy: quo vadis?, In: Digital Policy, Regulation and Governance, Vol. 21 No. 3, pp. 238–263. doi:10.1108/DPRG-09-2018-0054
- The Artificial Intelligence Imperative: A Practical Roadmap for Business, (mit Andrea Bonime-Blanc und Ian Bremmer) Verlag Praeger Frederick A, 2018, ISBN 978-1-4408-5994-6
- Occupational diseases : how are they covered under workers ́compensation systems?, (mit Margarita von Tautphoeus) Münchener Rückversicherungs-Ges., 2002, OCLC 163112037
- Workers ́compensation : analysis of private and public systems, (mit Margarita von Tautphoeus) Münchener Rückversicherungs-Ges., 2000, OCLC 163112050
- Anredeformen im Serbischen um 1800. Die Schauspielbearbeitungen von Joakim Vujic (1772-1847), Verlag Otto Sagner, 1999, ISBN 3-87690-751-9